# Trojizke (Odessa)
Trojizke (ukrainisch Троїцьке; russisch Троицкое/Troizkoje) ist ein Dorf in der Oblast Odessa im Südwesten der Ukraine mit etwa 5100 Einwohnern (2004).

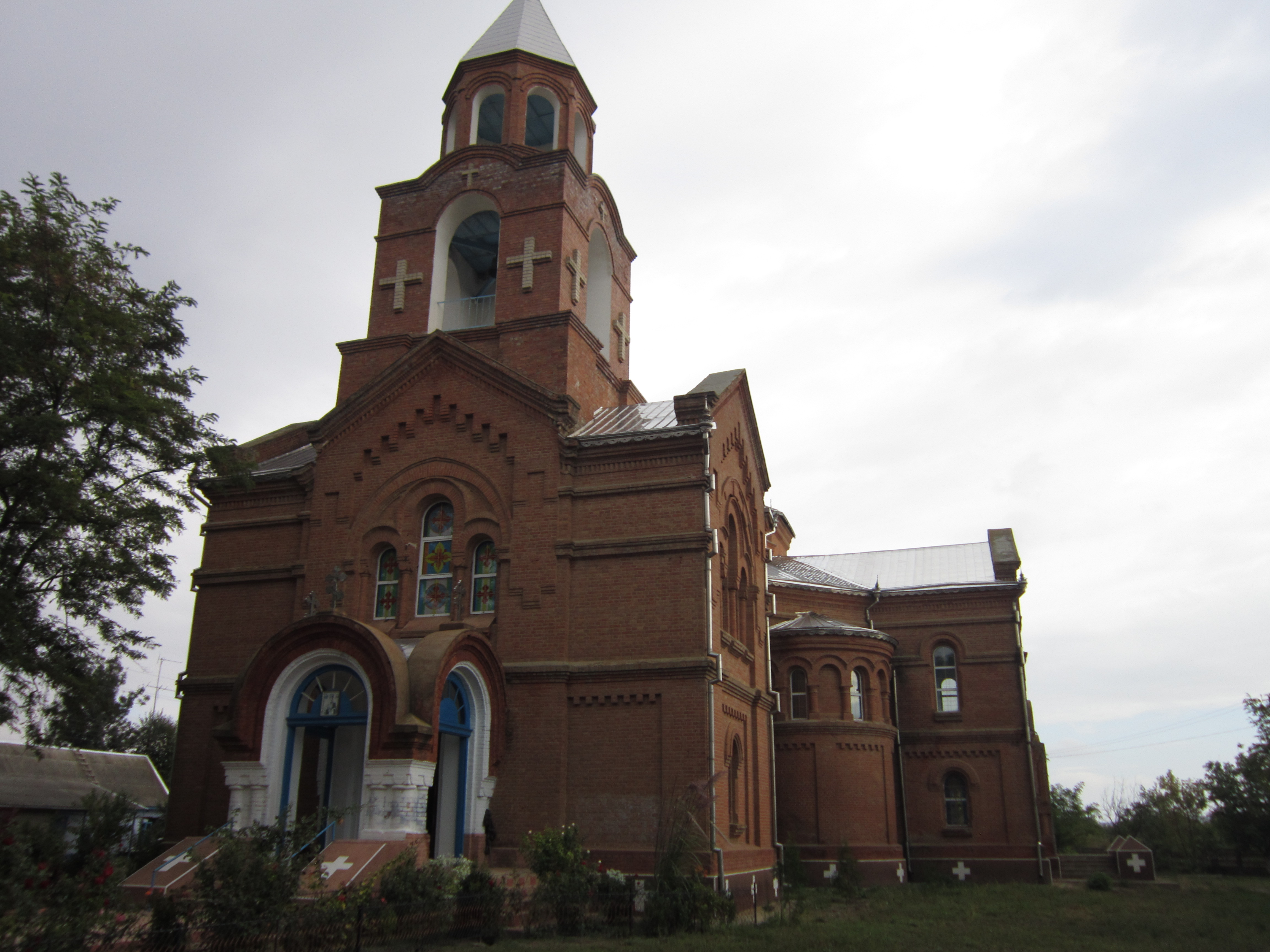
St.-Nikolaus-Kirche in Trojizke

Das 1790 gegründete Dorf liegt nahe der ukrainisch-moldawischen Grenze am Ufer des Turuntschuk (Турунчук), einem 60 km langen, linken Nebenfluss des Dnestr sowie an der Territorialstraße T–16–25.
Das ehemalige Rajonzentrum Biljajiwka liegt etwa 20 Kilometer südöstlich und das Stadtzentrum von Odessa befindet sich etwa 65 Kilometer östlich von Trojizke.
Am 27. Oktober 2016 wurde das Dorf ein Teil der Landgemeinde Jasky im Rajon Biljajiwka; bis dahin bildete es die Landratsgemeinde Trojizke (Троїцька сільська рада/Trojizka silska rada) im Westen des Rajons Biljajiwka.
Am 17. Juli 2020 wurde der Ort Teil des Rajons Odessa.